# Rohrbach an der Gölsen
Rohrbach an der Gölsen é um município da Áustria localizado no distrito de Lilienfeld, no estado de Baixa Áustria.